# Clive Bell
Arthur Clive Heward Bell, född 16 september 1881 i East Shefford i Berkshire, död 17 september 1964 i London, var en brittisk konstkritiker.

## Biografi
Clive Bell utexaminerades från Trinity College i Cambridge 1902 och studerade därefter konst i Paris under ett flertal år. 1907 gifte han sig med konstnären Vanessa Stephen, syster till Virginia Stephen (sedermera Virginia Woolf). Paret fick två söner Julian och Quentin. Poeten Julian Bell anslöt sig till den republikanska sidan i spanska inbördeskriget som ambulansförare. Han omkom i stridigheter 1937 endast 29 år gammal. Quentin Bell kom att bli professor i konsthistoria och författare.
Bell var en tidig aktiv medlem i den krets av engelska författare och konstnärer m.m. som kom att benämnas Bloomsburygruppen.
1912 bistod Bell den engelske konstkritikern och konstnären Roger Fry i anordnandet av den banbrytande andra post-impressionistiska utställningen i London. Utställningen var av stor betydelse för post-impressionismens fotfäste i England.
Bells främsta bidrag till konstkritik anses vara teorin om “significant form” som han beskriver i sina böcker Art (1914) och Since Cézanne (1922).